# Cruz de Chalpón
La Cruz de Chalpón, a veces denominada Cruz de Motupe, es una devoción católica peruana cuyo origen se remonta a los años 1860 en el distrito de Motupe. Su festividad, que incluye una masiva peregrinación y procesiones, es celebrada cada mes de agosto, cuando se recuerda el hallazgo de una cruz confeccionada por un padre franciscano.

## Historia
Según la tradición, entre los años 1860 y 1865, fray Juan Agustín de Abad, un ermitaño de la orden franciscana, se asentó en la zona y realizaba visitas a los poblados de Motupe y Olmos para realizar labores de evangelización y administrar sacramentos. El religioso construyó tres cruces de madera, que fueron ubicadas los cerros Penachi, el Rajado y Chalpón. Tras unos años, el franciscano abandonó la región, para dirigirse a la sierra, donde contrajo uta, y posteriormente a Lima, donde falleció en 1866. Desde que se conoció la noticia de su muerte, la población de Motupe se volcó en la tarea de hallar las cruces confeccionadas por el religioso. El 5 de agosto de 1868, la cruz del cerro Chalpón fue hallada en una gruta por José Mercedes Anteparra Peralta. A partir de entonces se inició la peregrinación popular a la gruta para venerar la cruz.
Con el paso del tiempo, y a partir de donaciones, la cruz, de 2 metros y medio de largo por dos de brazo y realizada con maderos de guayacán, fue revestida con plata y oro para su protección y conservación, y colocada en una base metálica.
En 2011, a través de la Resolución Ejecutiva Presidencial N°461, fue declarada «benefactora y protectora» de Lambayeque. En 2018, el Consejo Regional de Lambayeque declaró «de importancia regional» el 5 de agosto de cada año.
En 2024, según el presidente de la Hermandad de la Santísima Cruz de Motupe, se calculó que la devoción atrajo a 700,000 visitantes al año.
Entre los diversos tributos que se le han rendido a la cruz, el grupo de música criolla Los Mochicas compusieron la marinera norteña «El guayacán», donde realizan menciones a a la veneración del objeto y su festividad, mientras que Cholo Berrocal compuso el vals peruano «Cruz de Chalpón».

### Robo
El 4 de julio de 2011 la cruz fue robada para sustraerle sus partes metálicas de plata y oro blanco. Se ofreció una recompensa para su recuperación, pero dos días después, el 6 de julio, fue hallada en las inmediaciones del sector Cementerio Nuevo, despojada de sus adornos y destruida en cinco pedazos, además de tener indicios de haber sido quemada. El gobierno peruano acordó un presupuesto de S/. 20 000 para la restauración del venerado objeto.

### Visita del papa Francisco
En enero de 2018 la cruz de Chalpón fue parte de los objetos venerados protagonistas durante la visita del papa Francisco a Perú a su paso por la ciudad de Trujillo el día 20. La cruz fue presentada al sumo pontífice a la Virgen de la Puerta y otras manifestaciones religiosas del norte peruano. El gobierno regional de Lambayeque obsequió a Francisco una réplica en plata de la cruz.

### Réplica de Bernal
En el distrito de Bernal, del departamento de Piura, existe una réplica de la cruz que es venerada desde 1906. Es conocida como cruz de los Amaya, en referencia a la familia que promovió la devoción, y está confeccionada de una sola pieza de madera de algarrobo. A partir de esta primera cruz, se han realizado 17 réplicas con maderos motupanos, que se veneran por toda la región. Todas ellas, más una réplica de la cruz de los Amaya, salen en procesión hasta el templo de San Francisco de Asís cada 5 de agosto.

## Festividad
Cada mes de agosto se realiza una masiva peregrinación al cerro Chalpón, a 500 metros de altitud. Para poder acceder a la gruta, se construyó una escalera de acceso y se acondicionó la zona para recibir a los visitantes. La cruz se halla protegida en una urna y el lugar se encuentra enrejado. Además, en la zona contigua se edificó una capilla. El complejo es conocido como Santuario de la Cruz de Chalpón, inaugurado en 1943.
El 2 de agosto la cruz es bajada hasta el caserío Zapote, y al día siguiente es paseada en procesión hasta la localidad de Salitral. El 5 de agosto, día central de la festividad, la cruz es llevada a Motupe. El 14 de agosto, la cruz retorna a su gruta también en procesión.
Durante la festividad, se realizan actividades complementarias, como ferias gastronómicas y exposiciones de artesanía local, además de conciertos por parte de grupos musicales de la región.
Por otro lado, se celebra una festividad de medio año, el 5 de febrero, segunda ocasión anual en que la cruz es bajada a Motupe.